# 东方窄体吸虫
东方窄体吸虫（学名：Lyperosomum orientale）为双腔科窄体属的动物。在中国大陆，分布于北京、福州等地，营寄生生活，终末宿主白腰灼鹬，寄生于肝脏以及胆管。